# João Viana
João Viana (Angola, 1966) é um realizador português. Destaca-se em 2013, ao receber uma menção honrosa com o filme A Batalha de Tabatô, no Festival de Cinema de Berlim. Começou a realizar os seus próprios filmes em 2004, ao lado de Iana Ferreira, com o filme A Piscina. 